# Calodia laosensis
Calodia laosensis är en insektsart som beskrevs av Nielson 1991. Calodia laosensis ingår i släktet Calodia och familjen dvärgstritar. Inga underarter finns listade i Catalogue of Life.